# Juan Concha Urbina
Juan Concha Urbina (Villa Alegre, 10 de noviembre de 1923-Valdivia, 10 de mayo de 2010) fue un abogado y político chileno, militante del Partido Demócrata Cristiano de Chile (PDC). Fue diputado por el distrito N.°53 entre 1990 y 1994.

## Biografía
Nació en Villa Alegre, el 10 de noviembre de 1923. Casado con María Angélica Murray Cuevas, con quien tuvo siete hijos.
Realizó su etapa escolar en el Colegio Francisco Javier de Puerto Montt y posteriormente en el Internado Nacional Barros Arana (INBA). Estudió Derecho en la Universidad de Chile, titulándose como abogado en 1947, con la tesis "Jurisprudencia de la legítima defensa".
Radicado desde 1947 en la ciudad de Valdivia, ejerció libremente su profesión, así como también tuvo una destacada trayectoria laboral, fue presidente de la Fábrica de Calzados Weiss S.A., de la Distribuidora y Exportadora PROSEM S.A., gerente de la Sociedad Industrial.
También fue abogado de la sucursal Valdivia del Banco del Estado y también incursionó como comentarista político en diversos medios de comunicación regionales.

## Vida política
Fue militante del PDC, durante el periodo de Régimen Militar fue vicepresidente provincial de su partido en Valdivia, así como también abogado de la Vicaria de la Solidaridad, durante siete años.
Fue elegido diputado en 1989, por el distrito N.°53, correspondiente a las comunas de Valdivia, Lanco, Mariquina, Máfil y Corral, período 1990-1994; donde integró la Comisión Permanente de Vivienda y Desarrollo Urbano.
Luego de dejar el cargo de diputado, continuó ejerciendo libremente su profesión de abogado y en 2005 fue nombrado integrante de la Corte de Apelaciones de Valdivia.
Falleció en Valdivia, a la edad de 86 años, el 9 de mayo de 2010.

## Historial electoral

### Elecciones parlamentarias de 1989
- Elecciones parlamentarias de 1989 (Valdivia, Lanco, Mariquina, Máfil y Corral), en la X Región de Los Lagos[3]